# エスキシェヒル
エスキシェヒル (トルコ語: Eskişehir, ラテン語: Dorylaeum, ギリシア語: Δορύλαιον Dorylaion, クリミア・タタール語: Eskişehir/Эскишехир) はトルコ北西部に位置する町でエスキシェヒル県の県都と大都市自治体。2000年の調査では人口は482,793人。ポルスック川が流れ、海面からの高度は790mで肥沃なフリギアの谷が見下ろせる。近くの丘にはいくつか温泉がある。首都アンカラの西250km、イスタンブールの南東350km、キュタヒヤの北東60kmに位置する。
2012年の行政区画改編により、エスキシェヒル県とは同一の範囲となっている。

## 歴史
エスキシェヒルはフリギア人によって紀元前1000年に作られ、町の名はトルコ語で古い町という意味である。考古学博物館にはフリギアの古器物や彫刻が多く残されている。海泡石(en:meerschaum)の産地としても知られており、市内には海泡石博物館がある。海泡石パイプ（メシャムパイプ）が有名。4世紀にカラジャ・ヒサル(Karadja Hissar)から10km北のシェヒール・ヒョユク(Shehir Euyuk)に移動した。
古代の地理学者の間で、エスキシェヒルはアナトリア半島で最も美しい町の一つと言われていた。
アナトリア半島の他の町と同じく、コンスタンティヌス1世が当時エスキシェヒルが含まれていたローマ帝国内の公式宗教をキリスト教と定めた後に、キリスト教が広まった。4世紀初めにはエスキシェヒルに司教がいた記録が残っている。当時この町はドリュラエウム(Dorylaeum)と呼ばれていた。司教の一人であったエウセビオス(en:Eusebius of Dorylaeum)は、教会の教義を発展させるのに熱心であった。
1993年に大都市自治体に指定され、オドゥンパザルとテペバシュの2つの区が設置された。2004年に指定範囲は知事室周囲半径20kmまでに拡大した。2012年の行政区域改編により大都市自治体の指定範囲は全県へ拡大したため、エスキシェヒル県所属の全市町村がエスキシェヒル市の区となっている。

## 経済
エスキシェヒルは現代トルコにおいて主要な産業都市である。伝統的に製粉や煉瓦製造に頼っていたが、1894年に、バグダード鉄道の為の工場が出来てからは拡張していった。エスキシェヒルにはトルコ初の航空機産業（航空機器供給管理センター）が設立され、トルコ航空の前身にあたる組織が初めての定期運行を行ったのもアンカラ - エスキシェヒル間であった。冷戦中、トルコは北大西洋条約機構（NATO）南東の最前線にあったことから、同社の飛行場にはトルコ戦術空軍の最初の司令部が置かれた。
エスキシェヒルでは近代産業を含めた中心産業都市で、トラック、家電製品、鉄道車両、戦闘機のエンジン、農業機械、織物、煉瓦、セメント、化学製品などの製造、海泡石の加工、砂糖の精製などが行われている。

## 観光地
エスキシェヒルの大部分は、トルコ革命（1919年から1922年）の後に再建されたものである。機能性に優れた観光地であるが、歴史のある建物はあまり残っておらず、例外はクルシュンル・フライデー・モスク(Kursunlu Friday Mosque)ぐらいである。エスキシェヒル近くには古代フリギア都市、ドリュラエウムがある。またいくつかの温泉地でも知られている。

## 教育・文化
大学はアナドル大学(en:Anadolu University)とエスキシェヒル・オスマンガーズィー大学(en:Eskişehir Osmangazi University)など3校がある学園都市。2019年9月、私立のオドゥンパザル近代美術館（隈研吾設計）が、建設会社ポリメクスホールディングス社長のエロン・タバンジャにより開設された。「文化施設がアンカラやイスタンブールに集中する状況を変えたい」との考えから、当地が選ばれた。
2008年時点のエスキシェヒル市長二期目を務めるユルマズ・ブユケルシェン(en:Yılmaz Büyükerşen)はアナドル大学の元学長である。

## 民族
エスキシェヒルには多くのクリミア・タタール人のほか、市の金属工業で働くブルガリアやルーマニアから移民してきたトルコ系住民も多く住んでいる。

## 気候
| 月              | 1月  | 2月  | 3月  | 4月  | 5月  | 6月  | 7月  | 8月  | 9月 | 10月 | 11月 | 12月 |
| --------------- | ---- | ---- | ---- | ---- | ---- | ---- | ---- | ---- | --- | ---- | ---- | ---- |
| 平均最高気温 °C | 3.9  | 6.2  | 11.2 | 16.4 | 21.8 | 25.9 | 29.2 | 28.9 | 25  | 19.8 | 12.4 | 5.5  |
| 平均最低気温 °C | -4.1 | -3.9 | -1.5 | 2.8  | 6.9  | 10.4 | 13.1 | 13   | 8.4 | 4.4  | 0.3  | -2   |

## 著名な出身者
- ネスリハン・デミル - バレーボール選手
- ギュレル・アイカル - 指揮者
- ドルクハン・トキョズ - サッカー選手
- バルシュ・スル - 政治家
- イペキ・シェノール - テニス選手
- メリエム・ボズ - バレーボール選手
- ユヌス・エムレ - 詩人
- en:Zeki Sezer - 民主左派党(DSP)　のリーダー
- エルサン・イルヤソバ - バスケットボール選手。NBAのミルウォーキー・バックス所属。